# Campanulorchis globifera
Campanulorchis globifera es una especie de orquídea epifita originaria de Asia. 

## Descripción
Es una orquídea de tamaño pequeño, con hábitos crecientes de epífita que es común de los árboles altos cerca de los arroyos o como litofita en las rocas de piedra caliza cubiertas de musgo. Florece en invierno y primavera en una inflorescencia apical racemosa, con uno a pocas flores subtendidas por una vaina de color marrón y llevando flores no resupinadas.

## Distribución
Se encuentra en Vietnam en las tierras bajas y las tierras altas, bosques montanos primarios en elevaciones de 800 a 2.200 metros.

## Taxonomía
Campanulorchis globifera fue descrita por (Rolfe) Brieger y publicado en Die Orchideen 1(11–12): 750. 1981.
Etimología
Campanulorchis: nombre genérico compuesto que significa campanula = "campana" y orchis = "oquídea".
globifera: epíteto latíno que significa "con forma de globo o esfera".
Sinonimia
- Eria globifera Rolfe
- Eria langbianensis Gagnep.[3][4]